# 國民革命軍陸軍第三十六軍
國民革命軍第三十六軍，历史上4次组建。

## 湘军组建的第1个第三十六军
1927年2月，唐生智湘军第八军的第4师和教导师扩编为第三十六军
- 军长刘兴
- 副军长周斓
- 第1师，廖磊任师长；
- 第2师，唐哲明任师长；
- 第3师，周维寅任师长。

参加北伐战争，隶属刘兴第2梯队。1927年5月上旬围攻西平之战后撤回武汉。1927年7月编为江右军进军芜湖，东征讨蒋。1927年11月，南京国民政府西征讨唐，该军兵败退至湖南淑浦后被桂系改编。1928年3月廖磊接任军长。1928年5月，该军参加二次北伐，进军至冀东地区。1929年1月缩编为第53师。

## 陕军组建的第2个第三十六军
1930年秋中原大战中，隶属阎锡山的陕军李纪才部和邓英部投蒋，合编为新编第13师。1931年6月改番号为第79师。1931年7月以第79师为基础扩编为第三十六军，路孝忱为军长，下辖第79师，路孝忱兼任师长。参加对中央苏区的第三次围剿作战。1932年9月军长路孝忱病死，该军番号撤消，部队编散。

## 赣军周浑元部组建的第3个第三十六军
该军前身一部为赣军赖世璜第4师。
1926年8月直系孙传芳的赣军被北伐军击败后改编为国民革命军第十四军。1929年初缩编为第5师。1933年9月第5师和第96师合编为第三十六军
- 军长周浑元
- 第5师，谢溥福任师长。
- 第96师，萧致平任师长。

1934年11月该军编成第8纵队，追击、围堵红军长征，由湘鄂入黔川抵陕甘。
1937年8月，该军第5师由甘肃开赴上海，参加淞沪会战，战损惨重，该师番号和编制被撤消。该军仅辖第96师，赵锡光任师长。1938年2月，周浑元病逝，姚纯继任军长，谢溥福任副军长。1938年10月，该军奉命由甘肃调防湖北，隶属国民革命军第二十二集团军，参加武汉会战。1939年初，由湖北移防重庆，隶属江防司令部，担任重庆卫戍任务。1939年底由重庆移防广西，隶属第四战区，参加桂南会战，军长姚纯、参谋长郭肃因指挥作战不力被撤职查办，该军番号被撤消，原所属第96师改隶国民革命军第五军建制。

## 胡宗南系组建的第4个第三十六军
1940年5月，在河南灵宝编成第三十六军。隶属国民革命军第三十四集团军：
- 赵锡光任军长
- 刘元塘任副军长。
- 新编第34师，马志超任师长；
- 暂编第15师，刘宗宽任师长。

1941年5月中条山战役惨败收场，新编第34师改隶国民革命军第五十七军；暂编第52师和暂编第59师调入第三十六军。
- 暂编第15师，刘宗宽任师长；
- 暂编第52师，林英任师长；
- 暂编第59师，李洁任师长。

1942年，第三十六军调防陕西，用于封锁中共陕甘宁边区的一支战略部队。改隶国民革命军第三十七集团军。1942年6月，赵锡光升任第37集团军副总司令，被裁撤的新十二军军长刘元瑭调任第三十六军军长，罗历戎、魏炳文、周世冕任副军长。1942年10月刘元瑭任第八战区胡宗南副司令长官部高参，罗历戎继任军长，周世冕、张占魁、陈金城任副军长。
1945年1月，暂编第15师（师长康庄）被裁减，暂编第52、第59师合编为第123师（师长盛文），国民革命军第八十军裁撤后原辖新编第27、第37师合编为第28师（师长王应尊）以及第165师（师长李日基）转隶第三十六军。军长罗历戎与国民革命军第三军军长李世龙对调职务。
1945年7月，李世龙升任第37集团军副总司令，钟松继任军长，副军长顾锡九、朱侠，参谋长张先觉，下辖：
- 第28师，徐保任师长；
- 第123师，盛文任师长；
- 第165师，李日基任师长。

1945年7月11日，驻防淳化的陕西省保安第2团在团长刘文华的率领下投奔八路军。胡宗南即以此事件为由，准备调集第36军夺取长期为八路军占据的关中分区囊形地带，但未获准。7月14日，驻防方里镇的陕西省保安第3团发生兵变，其所属两个排在攻占团部驱逐团长曾海蕃后也投奔了延安。7月17日，应淳化民众的要求，调八路军陕甘宁晋绥联防军警备第1旅第3团第3营进驻该城维持治安，并于7月18日完成任务后撤回原防区。胡宗南遂于7月19日集中十一个师的兵力在东起黄龙山、西至正宁县200里的广大地区，准备发起进攻。7月20日，钟松的暂59师在骑兵第2师的配合下由淳化进至方里镇以南地区。21日，暂59师师长盛文指挥所部向爷台山八路军守军第771团的六个连发起进攻，暂15师师长康庄也于此时向土桥方向发起进攻，同时参战的还有配合暂59师进攻爷台山的骑2师，以及进攻上下墙村的暂52师。两天后，第123师在炮兵火力的掩护下攻占了爷台山以南的十多个村庄。同一天，预备第3师亦投入战斗。双方激战至27日，八路军第771团不支被迫后撤，爷台山遂为暂59师占领。8月8日，八路军陕甘宁晋绥联防军集中五个旅的兵力实施反击，驻守爷台山的暂59师第3团五个连坚持到8月10日全部覆没。
1946年改编为整编第三十六师。钟松改任师长。原下辖第28师、第123师、第165师，依次改编为整编第28旅（旅长徐保）、整编第123旅（旅长刘子奇）、整编第165旅（旅长李日基）。隶属于整编第29军（第37集团军）。1946年6月至8月，该师参加了尾追堵截中原突围作战。8月3日，胡宗南抽调整28旅、整123旅分别配属整17、整1两个师进攻中共豫陕鄂军区。8月19日，钟松又自带整165旅主力推进至陇县，准备同整48旅、整新1旅等部在千阳、陇县地区围歼从河南返回的八路军359旅。另一方面，陕甘宁晋绥联防军为使359旅顺利进入陕甘宁边区，以所属警1旅和地方游击队分三路向正宁、栒邑、土桥发起进攻，守军整48旅143团未能及时作出反映，连失关庄等九处据点。钟松见后方生变，急调整123旅367团在陕保10团的引导下回援，并向关庄发起进攻。8月23日，正当钟部主力在陇县以南的大、小底村与359旅交战的时候，胡宗南误判八路军359旅会由平凉向西前进，急调钟师前往瓦亭一带堵截，结果使359旅向西经马鹿镇突破封锁线成功进入陕北。1946年8月，国防部坚持命令该师整编为三旅六团制师，胡宗南与钟松商定，将规定要裁编的三个团改为师属的三个独立团，以额外编制自发经费的方式维持该师实力，使其官兵数额仍维持在3万人左右。一度调整28旅增援榆林、整123旅协攻关中分区、整165旅进攻囊形地带，以致战区要求于1947年1月实施的整训计划也未能完成。1946年12月底与陕北八路军在关中分区争夺战，该旅遭受重创。1947年参加进攻陕北。1947年7月，该师组成援榆快速兵团，增援榆林。1947年8月，该师在沙家店战役中，师部及所辖第123旅全部、第165旅两个团被歼；退铜川一带增补。1948年春，该师被编入裴昌会第五兵团。澄合战役中，师参谋长张先觉少将、高级参议李秀等被俘，大部被歼。
1948年9月恢复第三十六军番号：
- 军长钟松
- 第28师，李规任师长；
- 第123师，方晓松任师长；
- 第165师，孙铁英任师长。

荔北战役遭受重创，其一部被西北野战军歼灭。1948年12月，该军在临潼、大荔等地增补。1949年初，军长钟松升任第五兵团副司令官，刘超寰继任该军军长。1949年3月至5月，该军先后参加了1949年西北春季战役和陕中战役后，撤至扶凤、眉县一带，参加扶郿战役，该军第123师在黑山寺作战中被歼。1949年8月至10月，参加秦岭战役中一部被歼后，余部逃往沙霸、进口关。1949年10月，秦岭防线被突破后，该军退至川陕边地区。1949年11月，该军在西南战役中防守川西新津，被全歼。